# Załoźce
Załoźce (ukr. Залізці, Zalizci) – osiedle typu miejskiego na Ukrainie, w obwodzie tarnopolskim, w rejonie tarnopolskim, nad Seretem, siedziba hromady. Do 2020 w rejonie zborowskim.

## Nazwa, geografia
Do 1919 roku również w zapisach jako Załośce, Załośce Stare i Nowe. Leżą nad Seretem, który rozdziela miejscowość na Załoźce Stare i Załoźce Nowe.

## Historia
Pierwsza wzmianka o Załoźcach pochodzi z 1441 roku, wymieniane jako miasto w 1511 roku lub 1516. W tym czasie Marcin Kamieniecki rozpoczął budowę lub zbudował tu zamek, który pod koniec XVI wieku był własnością Konstantego Wiśniowieckiego. Parafia rzymskokatolicka w mieście przez pewny czas wchodziła w skład diecezji łuckiej, chociaż kanonik katedry lwowskiej ks. Tomasz Pirawski w swym dziele „Relatio status almae Archidioecesis Leopoliensis” „napisanym w latach 1614 i 1615 twierdził, że kościoły w Olesku, Załoźcach i Brodach należeć powinny do dziekanii złoczowskiej archidiecezji lwowskiej.
Przy końcu XVIII wieku hrabia Ignacy Miączyński ufundował w mieście klasztor i szpital Sióstr Miłosierdzia (Szarytek).
W wyniku I rozbioru Polski Załoźce znalazły się pod władzą Austrii. W tym czasie utraciły prawa miejskie.
W czasie I wojny światowej w okolicy miasta toczyły się ciężkie boje oddziałów austriackich z wojskami rosyjskimi, w jednych i drugich licznie służyli Polacy. Wojskami rosyjskimi – 13 Dywizją Piechoty dowodził gen. Eugeniusz de Henning-Michaelis, a austriacką 43 Dywizją Piechoty gen. Tadeusz Rozwadowski. Walki doprowadziły do zrujnowania zamku.
W 1939 r. miasto liczyło ok. 6000 mieszkańców, z których połowę stanowili Ukraińcy. Pozostali to Polacy i Żydzi.
Do 1945 miasto w Polsce, w województwie tarnopolskim, w powiecie zborowskim, siedziba gminy Załoźce. W 1932 roku komisarzem rządowym miasta był emerytowany major taborów Adolf Drwota.
We wrześniu 1939 roku zajęte przez Armię Czerwoną, do 1963 roku były stolicą rejonu; później włączone do rejonu zborowskiego.
Zajęte przez Wehrmacht 9 lipca 1941 roku; tego samego dnia zabito w Załoźcach 20 Żydów. Podczas okupacji niemieckiej miejscowość została włączona do powiatu (Landkreis) Tarnopol, była siedzibą gminy. W październiku 1942 roku Niemcy przesiedlili około 1 tys. załozieckich Żydów do Zborowa. W miejscowości pozostał obóz pracy, zlikwidowany w 1943 roku. Pomoc Żydom w Załoźcach nieśli Polacy - Maria Szawłowska i Jakub Pyzik, których po wojnie Instytut Jad Waszem uhonorował tytułami Sprawiedliwych wśród Narodów Świata.
W latach 1944–1945 nacjonaliści ukraińscy z OUN-UPA zamordowali w różnych okolicznościach 30 Polaków.
Do 1944 roku w Załoźcach działała konspiracyjna polska samoobrona, składający się z harcerzy Szarych Szeregów. Podczas drugiej okupacji sowieckiej władze sformowały w Załoźcach batalion niszczycielski, w którym służyli Polacy. Batalion ochraniał uchodźców z okolicznych wiosek, którzy ewakuowali się do miasteczka w obawie przed eksterminacją przez OUN-UPA oraz zwalczał ukraińskie podziemie. Po wojnie większość Polaków została ekspatriowana.
Do 1944 roku miejska parafia łacińska, należała do dekanatu brodzkiego, archidiecezji lwowskiej. Parafię założył w roku 1547 Jan Kamieniecki.
Od 1961 roku osiedle typu miejskiego.
W 1989 liczyło 2730 mieszkańców.
W 2013 liczyło 2735 mieszkańców.

## Zabytki
- zamek[20] – w 1516 roku Marcin Kamieniecki, hetman polny koronny wybudował w mieście zamek. Od połowy XVI w. własność Wiśniowieckich, był główną siedzibą rodu. Po Wiśniowieckich dobra załozieckie stały się własnością Sobieskich, a następnie Potockich. Zamek jest obecnie w całkowitej ruinie.

- cerkiew pw. Opieki Matki Bożej z 1740 roku (dawny kościół augustianów pw. św. Warzyńca, przekazany w 1801 r. przez władze austriackie grekokatolikom[21][22].
- kościół parafialny pw. Niepokalanego Poczęcia NMP – murowany z XVII wieku, poświęcony w 1639 r., ufundowany przez rodzinę Wiśniowieckich, która urządziła w nim rodzinną kryptę grobową. Zrujnowany podczas I wojny światowej, odbudowany według projektu Wawrzyńca Dayczaka w 20. latach XX w., zamknięty w 1945 r., obecnie bez dachu, w stanie ruiny. Działalność duszpasterska przeniesiona do kaplicy sióstr szarytek[2][23].
- kościół pw. Niepokalanego Poczęcia NMP z XIX w. – wzniesiony przez siostry szarytki, konsekrowany w 1888 r., zamknięty po II wojnie światowej, zwrócony katolikom i wyremontowany w 1994 r., obsługiwany przez księży diecezjalnych z Tarnopola[2][24]

## Urodzeni w Załoźcach
- Jonah ben Jacob Ashkenazi (zm. 1745) – żydowski drukarz i giser, działający w Turcji
- Bolesław Bujalski (21 marca 18 - 12 marca 1945) – polski geolog, specjalista w zakresie kartografii geologicznej, tektoniki i geologii naftowej, znawca geologii Karpat, major piechoty Wojska Polskiego II RP.
- Wiesław Fuglewicz (1934–1982) – polski pisarz i rysownik lotniczy
- Wołodymyr Jakubowski (1915–1947) – lokalny dowódca UPA, w Załoźcach znajduje się jego pomnik
- Maria Kazecka (1880–1938) – poetka, działaczka niepodległościowa, kulturalna i społeczna
- Marian Kułakowski (1893–1980) – podpułkownik dyplomowany artylerii Wojska Polskiego, działacz niepodległościowy, kawaler Orderu Virtuti Militari (brat Mieczysława)
- Mieczysław Ludwik Kułakowski (1896–1942) – major artylerii Wojska Polskiego
- Marian Michalski (1936-2018) – polski polityk, nauczyciel, poseł na Sejm II kadencji
- Edward Prus (1931–2007) – polski historyk, politolog, działacz i aktywista narodowy, doktor habilitowany
- Bolesław Sąsiadek (1923–2009) – polski żołnierz 1. Dywizji Piechoty im. T. Kościuszki, porucznik WP, działacz społeczny
- Stanisław Mieczysław Sąsiadek (1922–2008) – podporucznik 3. Dywizji Piechoty
- Eugeniusz Spittal (1885–1957) – nauczyciel, działacz ruchu ludowego, poseł na Sejm RP z listy Polskiego Stronnictwa Ludowego „Piast”.
- Stanisław Spittal (1891–1964) – major lekarz Wojska Polskiego, autor pracy pt. Lecznictwo ludowe w Załoźcach i okolicy[a]

## Pobliskie miejscowości
- Milno
- Olejów
- Reniów
- Zborów
- Czystopady
- Ratyszcze